# Herb Grabowa
Herb Grabowa – jeden z symboli miasta i gminy Grabów, autorstwa Piotra Gołdyna, ustanowiony 29 grudnia 2004.

## Wygląd i symbolika
Herb przedstawia na tarczy w polu srebrnym mur miejski czerwony, z bramą zamkniętą, zieloną. Nad nim trzy liście grabu zielone, z których środkowy nieco niżej od bocznych. Mur miejski symbolizuje prawa miejskie, które Grabów posiadał w latach 1372–1870. Liście grabu są godłem mówiącym i odwołują się do nazwy gminy.